# Neera (hetera)
Neera (en grec antic Νέαιρα/ Néaira) fou una hetera del segle IV a.C. Va ser un personatge clau en una sèrie de judicis la documentació dels quals constitueix un retrat excel·lent de les condicions de vida d'una dona a la societat de la polis grega. Va ser encausada a dos judicis celebrats l'any 343 aC i 340 aC, acusada de casar-se il·legalment amb un ciutadà atenenc i de presentar la seva filla com a ciutadana.
El discurs Contra Neera del judici d'Apolodorus es conserva, tot i que generalment atribuït a Pseudo-Demòstenes. El discurs proporciona molts detalls sobre les prostitutes de l'antiguitat i sobre el comerç sexual a la polis.

## Vida

### Primers anys
Neera va néixer probablement entorn a l'any 400 a.C. El seu origen és incert, però algunes hipòtesis apunten a que podria haver estat una nena abandonada o bé venir de la Tràcia. Fou comprada l'any 390 a.C per Nicàreta de Corint, una proxeneta que era mestressa d'un prostíbul a la ciutat.
Nicàreta va presentar Neera com la seva filla. Segurament degut a aquesta suposada relació de parentiu la proxeneta va intentar pujar el preu dels serveis als seus clients: les dones lliures demanaven preus més alts que les esclaves. A banda d'això, Nicàreta s'esforçava molt en donar una bona educació a les seves prostitutes. La seva formació no només es limitava al seu comportament amb els homes, en la cura corporal i els cosmètics; també entrava en els deures professionals d'una hetera l'aportar una companyia estimulant als homes en el plànol intel·lectual. És per això que rebien coneixements culturals d'àrees com la música, la literatura o l'art, quelcom que era inusual per la majoria de dones gregues.
Segons el testimoni de l'escriptor grec Apol·lodor, que va escriure sobre Neera de manera molt negativa en gairebé tots els seus textos, la prostituta va començar a vendre el seu cos des d'abans de la seva pubertat. Això voldria dir que Nicàreta l'obligava a exercir el seu ofici des que era una nena.
Amb Neera vivien al bordell de Nicàreta altres sis dones d'edats diferents el nom de les quals ha arribat fins a l'actualitat: Metanira, Antica, Estràtola, Aristoclea, Fila i Istmíade. Probablement tenien una gran reputació al seu moment. De fet, trobem alguns drames que van ser titulats amb el nom d'algunes d'elles, com ara el d'Antia. El poeta Fileterus menciona al seu poema La caçadora la presència de tres de les noies de Nicàreta: Nerra, Fila i Istmies. Aquestes aparicions aporten informació sobre el tipus de clientela que visitava les prostitutes: eren gent molt destacada de la societat de l'època i venien fins i tot des de fora de Corint, que era un important centre comercial.
Un important client del bordell de Nicàreta i amant habitual de Metanira va ser l'orador Lísias. Com que el seus diners beneficiaven Nicàreta i volia complaure la seva amant, a mitjans de la dècada del 380 a.C va finançar un viatge a Eleusi, ciutat veïna d'Atenes, on Metanira fou iniciada als Misteris. Els amants van ser acompanyats per Nicàreta i Neera.
Més tard, l'any 378 aC, Neera va tornar a la metròpoli, aquesta vegada als jocs de les Panatenees, on va acompanyar el seu amant i client habitual, Simó de Tessalia.
Les relacions entre les prostitutes i els seus amants no devien ser fugaces i ràpides, sinó que eren a llarg termini. Això no obstant, no se les pot incloure a la classe més alta de les prostitutes perquè la seva condició d'esclaves no els donava cap mena de llibertat per escollir els seus clients.

### Judici
Entre el 343 i el 340 aC, Teomnest, cunyat d'Apolodor, va presentar una denúncia contra Neera per usurpació de la ciutadania atenenca. Com que les dones eren menors d'edat perpètues, la denúncia realment va estar dirigida al seu espòs del moment, Estèfan. Segons aquesta acusació, Neera no podia estar legalment casada amb ell i els seus fills no eren, conforme a la legalitat, ciutadans atenencs. La major part del temps va ser Apolodor qui va parlar en nom de l'acusació i va intentar demostrar que Neera havia comès un frau. Des del principi Teomnest va deixar clar que no es tractava d'una venjança personal contra Estèfan, sinó una querella contra Neera.
Apolodorus va descriure amb detall la història i els orígens de Neera i va senyalar la seva malícia. Estèfan havia infringit una llei que censurava el matrimoni amb no-atenencs i amb ex-prostitutes. Els arguments de l'escriptor no eren gaire sòlids; el matrimoni realment no era gaire diferent a un concubinat i la seva única justificació era la de reconèixer l'estatus dels fills que havien tingut en comú.
Es coneixen llargament els discursos del denunciant, però no el resultat del judici. Les fonts conservades no informen sobre el destí. Neera no hauria tingut dret a participar del procés ni tan sols com espectadora d'acord amb les costums atenenques i la derrota hauria suposat el seu retorn a l'esclavitud. Pel que fa a la situació dels seus fills, aquesta hauria estat terriblement precària i Estèfan hauria pogut perdre la seva fortuna i els seus drets civils i polítics.